# Le Grais
Le Grais é uma comuna francesa na região administrativa da Normandia, no departamento Orne. Estende-se por uma área de 12,21 km². Em 2010 a comuna tinha 198 habitantes (densidade: 16,2 hab./km²).